# Julija Steponaityte
Julija Steponaityte, née en 1993 en Lituanie, est une actrice lituanienne.

## Biographie
En 2015, elle tient le rôle principal du film d'Alanté Kavaïté, The Summer of Sangaïlé.

## Filmographie
- 2004 : Visions of Europe (segment "Lithuania: Children Loose Nothing")
- 2009 : As tave zinau (court métrage) : la fille
- 2011 : I cerchi nell'acqua (mini-série) : Elena
- 2013 : Normal People Don't Explode Themselves (court métrage)
- 2013 : Youngblood (court métrage) : Jurga
- 2014 : ABCs of Death 2 : la fille
- 2014 : Man Dvim Keli (court métrage)
- 2015 : The Summer of Sangaïlé : Sangaïlé